# Thranius formosanus
Thranius formosanus är en skalbaggsart som beskrevs av Schwarzer 1925. Thranius formosanus ingår i släktet Thranius och familjen långhorningar.
Artens utbredningsområde är Taiwan. Inga underarter finns listade i Catalogue of Life.